# Курбановский, Михаил Николаевич
Михаил Николаевич Курбановский (1831—1885) — российский государственный деятель; Тобольский и Акмолинский вице-губернатор; действительный статский советник.

## Биография
Родился 11 (23) сентября 1831 года в семье Николая Ионовича (1803—1849) и Глафиры Егоровны Курбановских. Отец происходил из духовенства, православного вероисповедания; обучался в Вятской духовной семинарии и был протоиереем Покровского собора г. Царевосанчурска. В семье было семь сыновей и две дочери. Род был внесён в 3-ю часть дворянской родословной книги Казанской губернии по определению Казанского дворянского депутатского собрания от 30 мая 1835 года и утверждён указом Герольдии от 4 ноября 1840 года.
В службе и классном чине с 6 июня 1854 года.
В 1860 году состоял правителем Канцелярии департамента полиции в чине коллежского асессора. В это время им было напечатано: «Нищенство и благотворительность».
Женился 8 февраля 1861 года на дочери статского советника Варваре Васильевне Меркушевой (03.03.1836—09.01.1901); 18 ноября 1861 году у них родилась дочь Екатерина.
До 1863 года служил производителем дел Земского Отдела МВД Российской империи.
С 1863 год по 1872 годы — председатель губернского правления и Тобольский вице-губернатор. С 1872 года по 1885 год — председатель областного правления и Акмолинский вице-губернатор.
С 1 января 1871 года — действительный статский советник.
Умер 6 (18) мая 1885 года в Омске на рабочем месте. Похоронен в Санкт-Петербурге на Митрофаниевском кладбище.

## Награды
- орден Св. Анны 2-й ст. (1867)
- орден Св. Владимира 3-й ст. (1868)
- орден Св. Станислава 1-й ст. (1874)
- орден Св. Анны 1-й ст. (1878)